# Instruments de musique du Maroc
 (décembre 2018).
Si vous disposez d'ouvrages ou d'articles de référence ou si vous connaissez des sites web de qualité traitant du thème abordé ici, merci de compléter l'article en donnant les références utiles à sa vérifiabilité et en les liant à la section « Notes et références ».

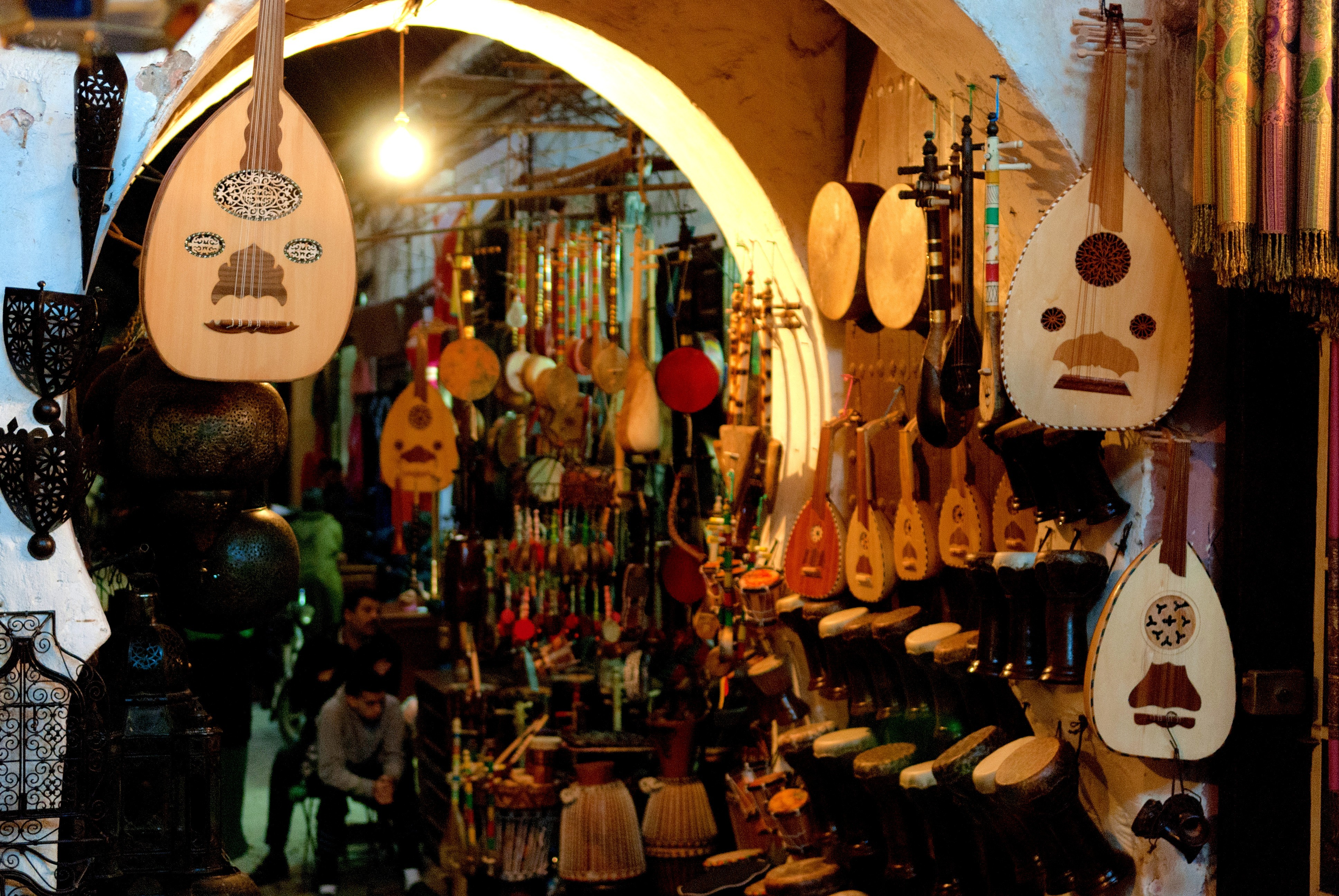
Magasin vendant des instruments de musique marocains à Marrakech.

Liste des instruments de musique utilisés dans les différents styles de musiques marocaines.

## Instruments à cordes
- Le kamanja : C'est un violon avec archet et une caisse de résonance aplatie en forme de huit. Utilisé dans tous les genres musicaux.
- Le Loutar : Instrument à 3 cordes pincées, de la famille du guembri. Cordes en nylon, utilisé en musique amazigh / musique du monde.
- Le qanûn : C'est une cithare sur table, utilisée dans la musique arabo-andalouse et dans la musique arabe moderne.
- Le guembri : Sorte de luth en bois piriforme ou arrondi recouvert d’une peau de mouton feutrée, et monté avec deux ou trois cordes.
- Le rebab : C'est une vièle constituée de bois, sa forme est celle d’un corps de fève présentant une surface plane en bois avec des rosaces ajourées, couverte en partie par une peau de chèvre.
- Le oud : Le oud est utilisé traditionnellement dans la musique andalouse, il est constitué d’une caisse de résonance concave qui comporte une surface plane décorée de motifs floraux et géométriques ajourés, sur laquelle sont tendues six cordes.
- Le kuitra : Le luth à quatre cordes.

## Instrument de percussion
- Le bendir : Instrument à percussion, formé d’une fine bande de bois sur laquelle est tendue d’un côté une peau de chèvre. Une variante comporte des ouvertures sur le côté logeant des rondelles en cuivre : le tar.
- Le tabl : Timbale composée de deux éléments jumelés, fixés par des lacets en cuir et comportant deux peaux de mouton parcheminées.
- La Taârija et la darbouka : Instruments de percussion constitués d’une poterie comportant une ouverture couverte de peau de mouton parcheminée.
- La guedra : Instrument de percussion constitué d’une poterie à large ouverture recouverte d’une peau parcheminée peinte au henné ou par des colorants naturels. Utilisée dans les régions sahariennes par les « hommes bleus ».
- Les qraqeb : Appellation donnée généralement aux castagnettes ou crotales métalliques dans les différentes régions du Maroc.
- Le ((riqq))ou ((rekk)): Instrument de percussion classique très répandu au Moyen Orient

## Instruments à ventouaérophones
- La nira : Flûte à anche en roseau comportant six à huit trous. Utilisée principalement dans le Haut Atlas et par les bergers.
- Le ney : flûte en roseau.
- Le zamar : est une flûte doublée à 6 trous se terminant par de grandes cornes travaillées pour faire ressortir le bruit. Cet instrument est fabriqué artisanalement, il est composé d'une tête avec les sifflets, d'un corps avec les 6 trous fait de bambou et à l'extrémité par des cornes taillées et limées. Le corps et la tête sont traditionnellement liés par de la cire d'abeilles.
- La ghayta